# Argenté anglais
L’argenté anglais est une race de lapin domestique de petite taille originaire d’Angleterre issue de la sélection du lapin riche. Il se caractérise par sa robe grise argentée.

## Origine
Le lapin riche, à l’origine des différentes races de lapins argentés, est une des plus anciennes races de lapin connues, décrite dès le XVIe siècle. L’argenté anglais est issu de la sélection de ce lapin en Angleterre. Diverses variétés sont apparues au cours du temps comme la variété crème, la variété havane ou la variété bleue.

## Description
L’argenté anglais est un lapin de petite taille qui pèse entre 2 et 3 kg. Il a un corps court et trapu, avec des épaules puissantes et le dos légèrement arqué. Sa tête est forte et anguleuse, avec des yeux légèrement proéminents. Elle porte deux oreilles droites de 8 à 10 cm. Le fanon est absent chez les deux sexes. La fourrure est courte et dense, avec des poils recteurs bien développés. Elle est argentée, avec une sous-couleur brune, bleue, noire, havane ou crème pouvant être soutenue suivant la variété.